# Сивиль, Дани
Дани Сивиль (фр. Danis Civil; род. 3 мая 1988, Сен-Лоран-дю-Марони), также известный как Dany Dann (Дани Данн), — французский би-бой. Обладатель серебряной медали в брейкинге на летних Олимпийских играх 2024 года в Париже. Трижды чемпион Франции (2018, 2022, 2023), чемпион Европы (2022) и Европейских игр (2023).

## Биография
Дани Сивиль родился 3 мая 1988 года в Сен-Лоран-дю-Марони во Французской Гвиане. В семье кроме него ещё семь братьев и сестёр. Дани заинтересовался брейкингом в 15 лет, когда попал на тренировку своего двоюродного брата. Смотрел видео с выступлениями брейкеров и пытался повторить их движения. Участвовал в местных баттлах. В 2008 году, после двух лет службы в армии, покинул Гвиану и отправился на материковую часть Франции. Сменил множество профессий. Был курьером, работал в больнице помощником по уходу.
В 2018 году Дани стал чемпионом Франции по брейкингу и победил на крупном международном соревновании Battle of the Year. В 2022 году во второй раз стал чемпионом Франции. В этом же году занял 5 место на Всемирных играх и взял золото на чемпионате Европы по брейкингу. В 2023 году в третий раз стал чемпионом Франции. На Европейских играх в этом году взял золотую медаль и квалифицировался, таким образом, на летние Олимпийские игры 2024 года в Париже.
На летних Олимпийских играх 2024 года в Париже брейкинг был впервые представлен в качестве олимпийской дисциплины. В групповом этапе Дани Данн был вторым в своей группе. По выигранным раундам он уступил канадскому би-бою Филу Уизарду. В четвертьфинале Дани одолел американского би-боя Джеффро, а в полуфинале Виктора, ещё одного американца. В финальном баттле Дани Данн неожиданно снова встретился с Филом Уизардом. Дани взял серебро, уступив Филу во всех трёх финальных раундах.